# 圣热姆勒罗贝尔
圣热姆勒罗贝尔（法語：Sainte-Gemmes-le-Robert，法語發音：[sɛ̃t ʒɛm lə ʁɔbɛʁ]）是法国马耶讷省的一个市镇，属于拉瓦勒区。

## 地理
圣热姆勒罗贝尔（48°11'49"N, 0°22'26"W）面积35.62 平方千米，位于法国卢瓦尔河地区大区马耶讷省，该省份为法国西北部内陆省份，北起芒什省和奧恩省，西接伊勒-维莱讷省，南至曼恩-卢瓦尔省，东临萨尔特省。
与圣热姆勒罗贝尔接壤的市镇（或旧市镇、城区）包括：阿塞勒贝朗热、拜镇、昂贝、伊泽、梅藏热、埃尔沃河畔圣乔治、埃夫龙。

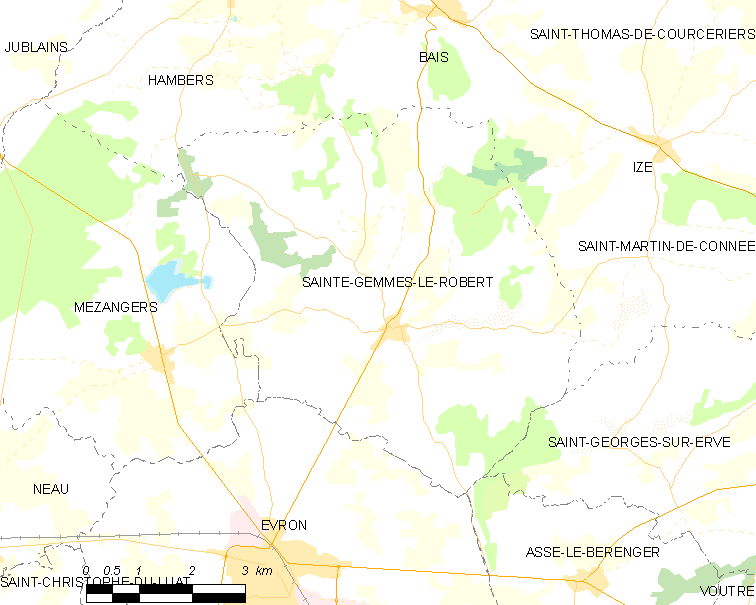
圣热姆勒罗贝尔的OSM定位图

圣热姆勒罗贝尔的时区为UTC+01:00、UTC+02:00（夏令时）。

## 行政
圣热姆勒罗贝尔的邮政编码为53600，INSEE市镇编码为53218。

## 政治
圣热姆勒罗贝尔所属的省级选区为埃夫龙县。

## 人口

1962-2008年间圣热姆勒罗贝尔人口变化图示

圣热姆勒罗贝尔于2022年1月1日时的人口数量为770人。